# ジェームズ・ウッド (野球)
ジェームズ・アービン・ウッド（James Irvin Wood, 2002年9月17日 - ）は、アメリカ合衆国メリーランド州ロックビル出身のプロ野球選手（外野手）。右投左打。MLBのワシントン・ナショナルズ所属。

## 経歴

### プロ入りとパドレス傘下時代
2021年のMLBドラフト2巡目（全体62位）でサンディエゴ・パドレスから指名され、予定していたミシシッピ州立大学への進学を取りやめプロ入り。契約金は約260万ドル。傘下のルーキー級アリゾナ・コンプレックスリーグ・パドレスでプロデビューし、26試合に出場して打率.372、3本塁打、22打点の成績を記録した。
2022年はルーキー級アリゾナ・コンプレックスリーグで開幕を迎え、その後A級レイクエルノシア・ストームへ昇格した。

### ナショナルズ時代
2022年8月2日にフアン・ソト、ジョシュ・ベルとのトレードで、ルーク・ボイト、CJ・エイブラムス、マッケンジー・ゴア、ロバート・ハッセル3世、ハーリン・スサナと共にワシントン・ナショナルズへ移籍した。
2023年6月26日にオールスター・フューチャーズゲームに選出された。
2024年7月1日にMLBデビューを果たす。

## 選手としての特徴
将来的に30〜35本塁打を期待されている大型外野手。

## 詳細情報

### 記録
- オールスター・フューチャーズゲーム選出：1回（2023年）

### 背番号
- 50（2024年 - 同年途中）
- 29（2024年途中 - ）